# Malešov
Městys Malešov (německy Maleschau) se nachází v okrese Kutná Hora, kraj Středočeský, asi šest kilometrů jihozápadně od Kutné Hory. Žije zde přibližně 1 000 obyvatel. Historické jádro městysu je od roku 2003 městskou památkovou zónou. Městys leží na regionální železniční trati Kutná Hora – Zruč nad Sázavou. Součástí městysu jsou také vesnice Albrechtice, Maxovna, Polánka a Týniště.

## Název
Název městyse je odvozen z osobního jména Maleš ve významu Malešův dvůr. V historických pramenech se objevuje ve tvarech: de Maladscowe (1303), de Malessowa (1318), de Maleschow (1341), in Malessowie (1391), in Malessow (1408), na Malešově (1615).

## Historie

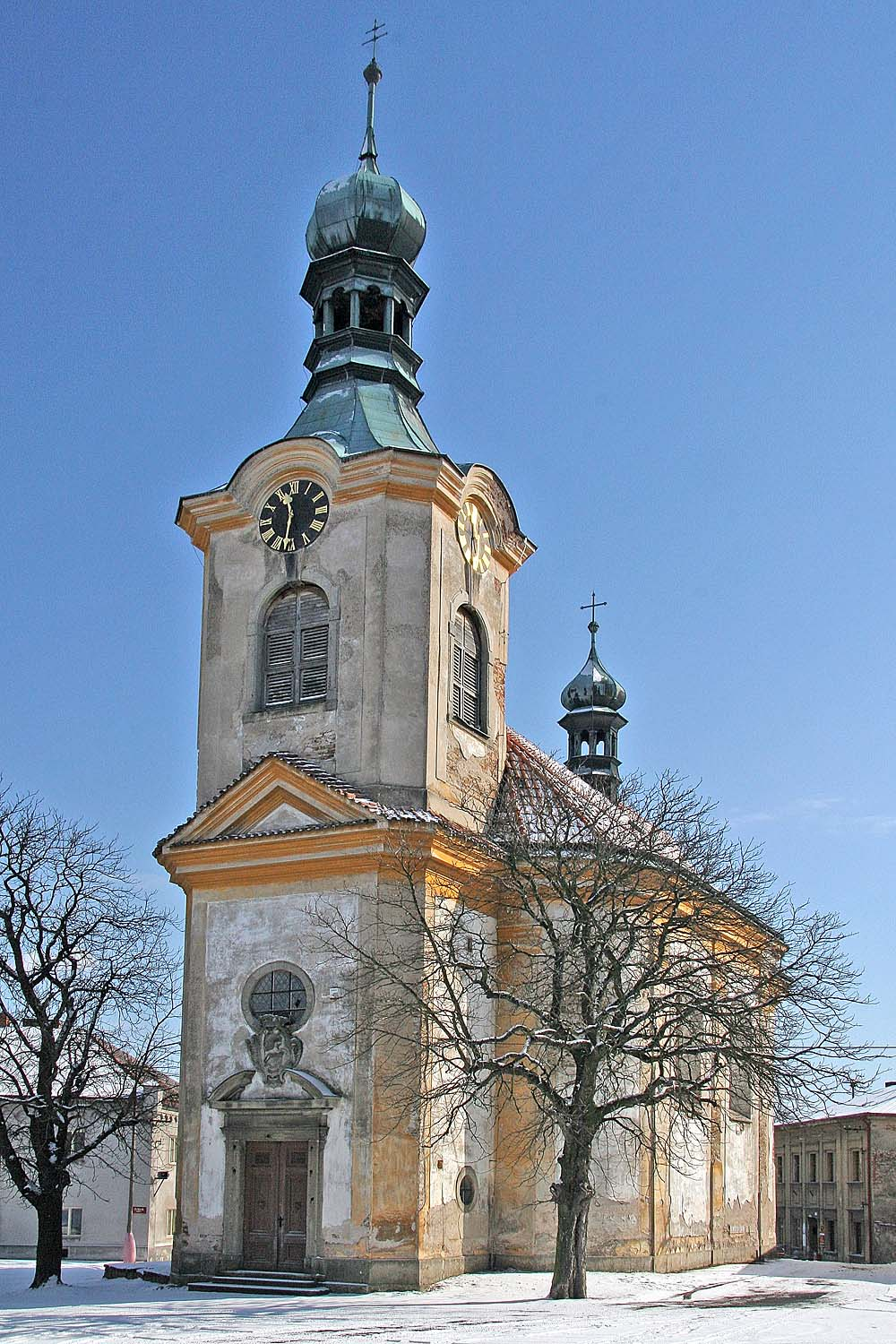
Kostel Svatého Václava

První písemná zmínka o obci pochází z roku 1303. Dne 7. června 1424 v bitvě u Malešova porazil Jan Žižka spojená vojska umírněné Svatohavelské koalice a pražských husitů. Bitvu dnes připomíná pamětní deska před bývalým mlýnem Dubina a pamětní kámen vedle silnice u rybníka Prosík (u modré turistické značky).
V letech 1966–1970 byla vybudována vodní nádrž Vrchlice, jejíž vody zatopily část katastru obce. Od 10. října 2006 byl obci vrácen status městyse.
Roku 1950 byla k Malešovu připojena obec Polánka. Od 1. ledna 2000 k obci přísluší Albrechtice.

### Územněsprávní začlenění
Dějiny územněsprávního začleňování zahrnují období od roku 1850 do současnosti. V chronologickém přehledu je uvedena územně administrativní příslušnost městyse v roce, kdy ke změně došlo:
- do 1849 země česká, kraj Čáslav, soudní okres Kutná Hora
- 1850 země česká, kraj Pardubice, politický i soudní okres Kutná Hora[10]
- 1855 země česká, kraj Čáslav, soudní okres Kutná Hora
- 1868 země česká, politický i soudní okres Kutná Hora
- 1939 země česká, Oberlandrat Kolín, politický i soudní okres Kutná Hora[11]
- 1942 země česká, Oberlandrat Praha, politický i soudní okres Kutná Hora[12]
- 1945 země česká, správní i soudní okres Kutná Hora[13]
- 1949 Pražský kraj, okres Kutná Hora[14]
- 1960 Středočeský kraj, okres Kutná Hora
- 2003 Středočeský kraj, obec s rozšířenou působností Kutná Hora

### Rok 1932
V městysi Malešov (přísl. Maxovna, 1200 obyvatel, poštovní úřad, telegrafní úřad, telefonní úřad, četnická stanice) byly v roce 1932 evidovány tyto živnosti a obchody: lékař, autodoprava, biograf Sokol, obchod s dobytkem, družstvo pro rozvod elektrické energie v Maxovně, elektrotechnický závod, 2 holiči, 5 hostinců, kapelník, 2 koláři, 2 kováři, 2 krejčí, výroba lihovin, malíř, 2 mlýny, obchod s obuví Baťa, 3 obuvníci, 4 pekaři, pila, stáčírna lahvového piva, pivovar, pohodný, 2 pokrývači, porodní asistentka, továrna na prádlo, 17 rolníků, 2 řezníci, 6 obchodů se smíšeným zbožím, soustružník, spořitelní a záložní spolek v Malešově, studnař, 3 švadleny, tesařský mistr, 2 trafiky, 6 truhlářů, velkostatek, zámečník, zednický mistr, obchod se zemskými plodinami.
Ve vsi Polánka (118 obyvatel, samostatná ves se později stala součástí Malešova) byly v roce 1932 evidovány tyto živnosti a obchody: družstvo pro rozvod elektrické energie v Polánce, hostinec, obuvník, rolník, trafika.
V obci Týniště (přísl. Bykáň, 256 obyvatel, katol. kostel, samostatná obec se později stala součástí Malešova) byly v roce 1932 evidovány tyto živnosti a obchody: družstvo pro rozvod elektrické energie v Bykáni, družstvo pro rozvod elektrické energie v Týništi, 3 hostince, kolář, 3 kováři, 2 obchody se smíšeným zbožím, 2 trafiky, truhlář.

## Pamětihodnosti

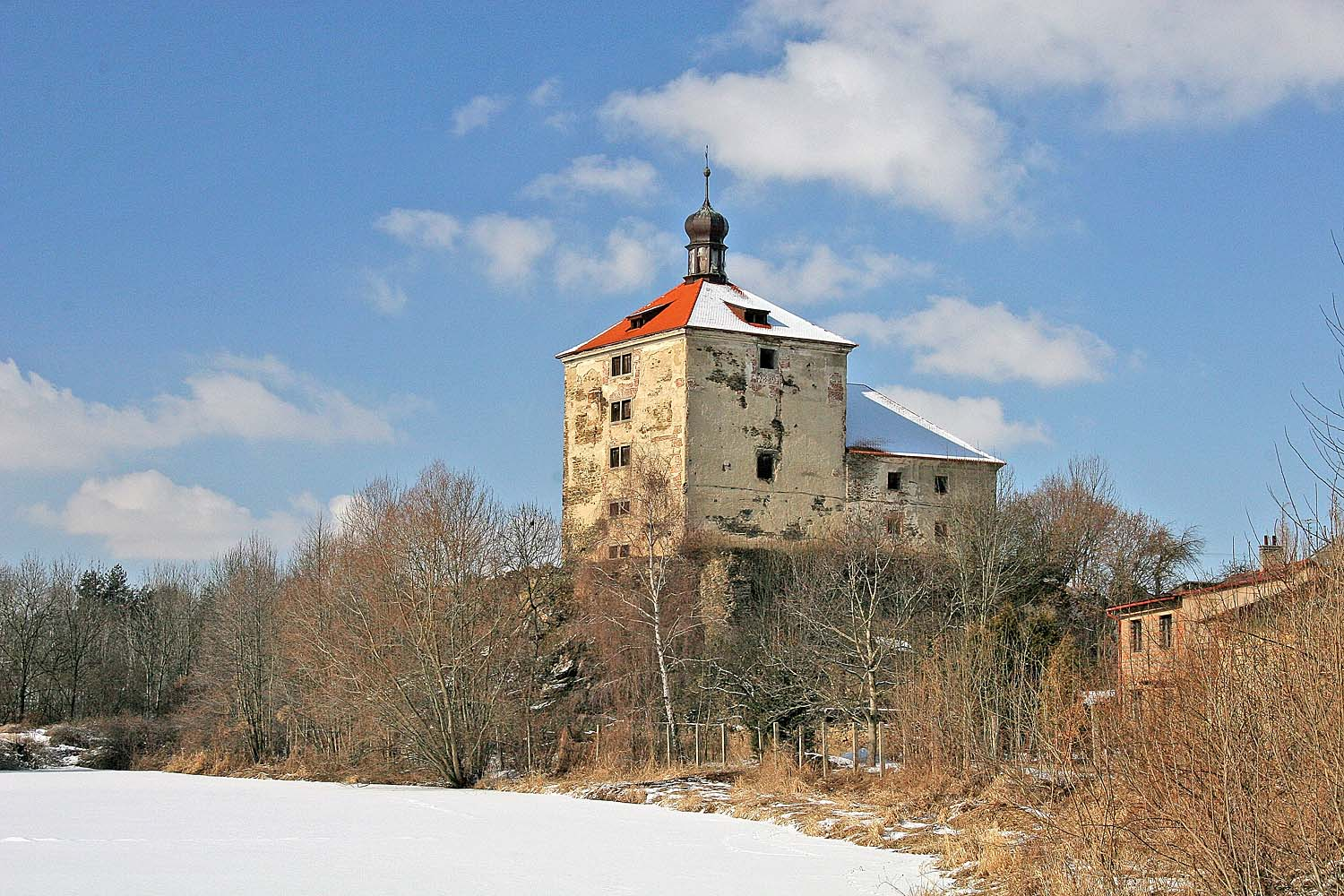
Malešovská tvrz

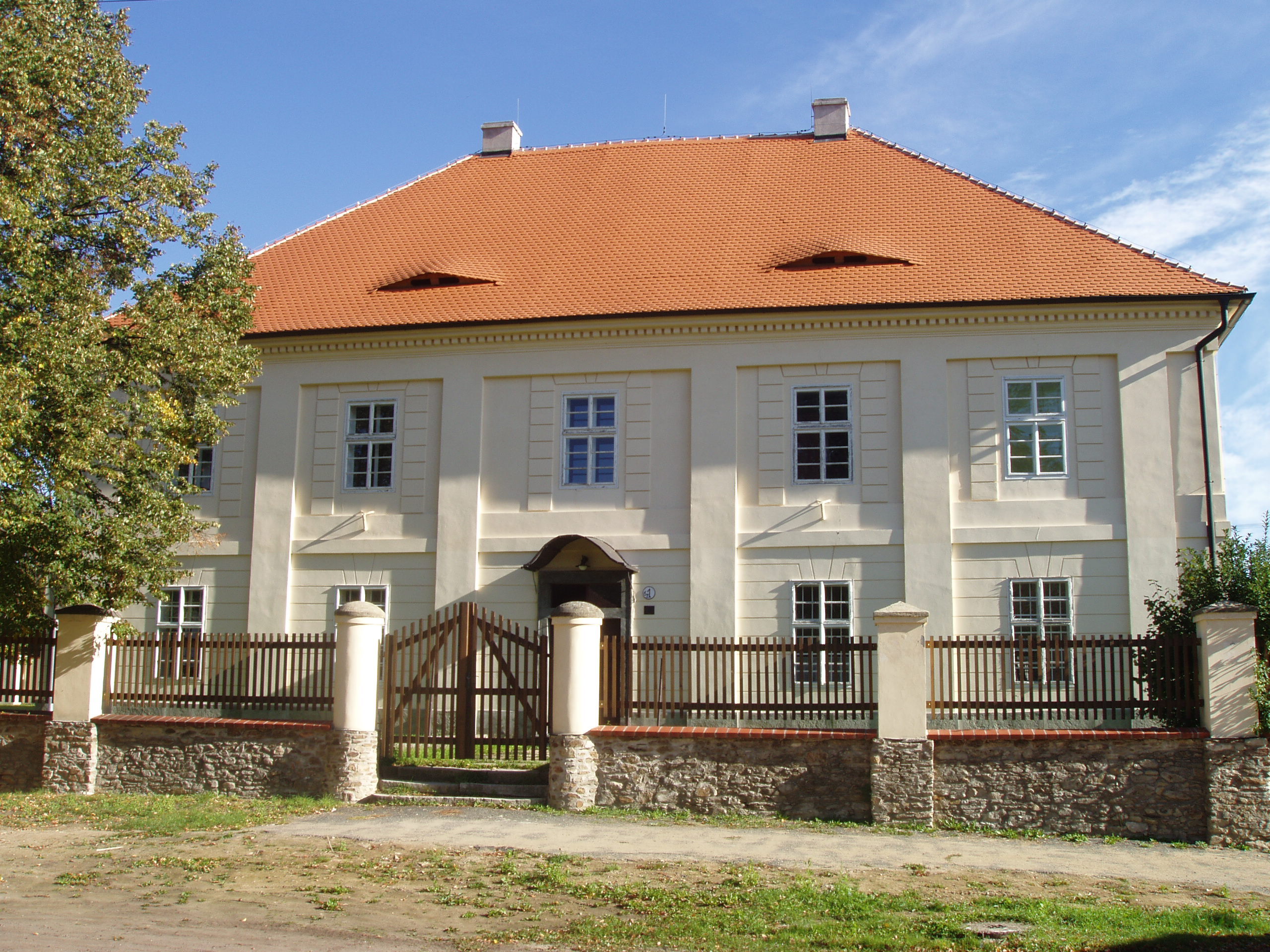
Malešovský zámek

Dominantou městečka je tvrz Malešov doložená roku 1359. V jejím sousedství se nachází hospodářský dvůr, jehož severní stranu uzavírá malešovský zámek postavený nejspíše Šporky  koncem sedmnáctého století. Koncem října 2018 bylo v zámku otevřeno za přítomnosti amerického velvyslance Stephena B. Kinga Muzeum Malešov. Velvyslanec zároveň odhalil pamětní desku česko-americkému politikovi, novináři a lingvistovi, malešovskému rodáku  Karlu Jonášovi. Muzeum přibližuje historii městysu, místní tvrze, bitvu u Malešova 1424, židovskou komunitu, historii dolování, pivovarnictví či vodní nádrž Vrchlici. Vedle Národního muzea je to další muzeum, kde lze zhlédnout kostru velryby.
Další pamětihodnosti:
- kostel svatého Václava
- židovský hřbitov
- socha svaté Barbory
- sousoší svatého Antonína, svatého Floriána a svatého Jana Nepomuckého
- přírodní památka Na černé rudě
- zatopená ves Stará Lhota, nyní součást vodní nádrže Vrchlice

## Osobnosti
- Karel Jonáš (1840 Malešov – 1896 Krefeld) – česko-americký politik, novinář a lingvista
- Karel Hugo (Charles Hugh) Breuer (1866 Malešov - 1946 San José, Kalifornie) - česko-americký lékař, spisovatel, novinář a překladatel, otec česko-amerického spisovatele Milese Johna (Miloslava Jana) Breuera (1889-1945)
- Hugo Meisl (1881 Malešov — 1937, Vídeň) – rakouský fotbalový funkcionář
- Josef Staněk (1920 Malešov – 2012) – český dirigent, hudební skladatel a pedagog
- Václav Jan Staněk (1907 Miskovice – 1983 Praha) – vědecký pracovník, prožil studentská léta v Malešově, bratr Josefa Staňka
- Stanislav Zadražil (1931 Malešov – 2003 Český Krumlov) – český sochař

## Doprava
Dopravní síť
- Pozemní komunikace – Městysem prochází silnice II/337 Uhlířské Janovice – Malešov – Čáslav – Ronov nad Doubravou.
- Železnice – Městysem vede železniční trať 235 Kutná Hora – Zruč nad Sázavou. Jedná se o jednokolejnou regionální trať, zahájení dopravy bylo roku 1905. Na území městyse leží železniční stanice Malešov a železniční zastávka Týniště.

Veřejná doprava 2011
- Autobusová doprava – Městysem projížděly autobusové linky z Kutné Hory do Sázavy, Uhlířských Janovic, Zbraslavic a Zbýšova (dopravce Veolia Transport Východní Čechy).
- Železniční doprava – Tratí 235 jezdilo v pracovních dnech 11 párů osobních vlaků, o víkendu 7 párů osobních vlaků.